# مکردیچ مکریان
مکردیچ مکریان (به ارمنی Մկրտիչ Մկրյան به ترکی Mığır Mığıryan به لاتین Mkrtich Mkryan)، متولد ۱۲ سپتامبر ۱۸۸۲ میلادی در اسکودار یکی از دو ورزشکار ارمنی که در بازی‌های المپیک تابستانی ۱۹۱۲ برگزار شد به نمایندگی ترکیه در آن مسابقات شرکت نمود. مکردیچ مکریان در رشته‌های ورزشی (پرتاب وزنه، پرتاب دیسک و ورزشهای پنجگانه) شرکت نمود. مکردیچ و هموطن ارمنی دیگر به نام واهرام پاپازیان تنها دو ورزشکاری هستند که به نمایندگی کشور ترکیه در بازی‌های المپیک تابستانی ۱۹۱۲ شرکت نمودند.

## زندگی‌نامه
مکردیچ مکریان فارغ‌التحصیل دانشگاه روبرت در قسطنطنیه می‌باشد. هنگامی که ترکیه در سال ۱۹۱۱ میلادی در کمیته بین‌المللی المپیک پذیرفته شد، رئیس کمیته المپیک ترکیه یعنی «سلیم تارکان» برای جذب ورزشکاران برای بازی‌های المپیک تابستانی ۱۹۱۲ اقدام به درج اطلاعیه در صباح (روزنامه) و روزنامه ایکدام نمود.
مکردیچ مکریان و دیگر هموطن خود واهرام پاپازیان به درخواست آن اطلاعیه جواب مثبت دادند و درخواست شرکت در آن مسابقات نمودند. این دو ورزشکار منابع مالی مورد نیاز برای پرداخت هزینه‌های سفر را نداشتند، یک خانواده ثروتمند تمام هزینه‌های لازم مورد نیاز برای سفر به بازی‌های المپیک استکهلم را متقبل نمودند. مکردیچ مکریان در پنج رشته (رویدادهای) ورزشی مختلف شرکت نموده، در واقع او تنها ورزشکار ترکیه می‌باشد که توانسته در طول تاریخ المپیک در پنج رشته ورزشی مختلف شرکت نماید.